# Ноздрин, Геннадий Антонович
Геннадий Антонович Ноздрин (13 января (13 февраля) 1949, д. Васильевка, Чановский район, Новосибирская область — 1 февраля 2009, Новосибирск) — советский и российский учёный, доктор исторических наук (2005), исследователь в области аграрной истории, а также истории населённых пунктов и регионального общественного движения.

## Биография
Родился 13 января (по другим данным — 13 февраля) 1949 года в деревне Васильевка (Чановский район Новосибирской области). Происходил из крестьянской семьи, родители Геннадия были колхозниками, отец Антон также плотничал, занимался столярным ремеслом, работал чабаном и катал валенки. Всего семья Ноздриных состояла из 8 человек. Геннадий в течение восьми лет получал образование в школе села, после чего поступил в 1964 году в педагогическое училище города Куйбышева на школьное отделение. Через четыре года Ноздрин закончил училище, получив практически по всем предметам отличные оценки и в течение года (до 1969) преподавал в восьмилетней школе села Блюдцы (Чановский район).
В период с 1969 по 1974 год учился в Новосибирском государственном университете (гуманитарный факультет, историческое отделение). Специализация — история капитализма, по ней преподавателем Ноздрина был Леонид Горюшкин. Дипломная работа была выполнена по теме «Рабочий класс Сибири в 1917», за нее Ноздрин получил оценку «отлично». Через год одну из глав работы, рекомендованную в печать, опубликовали в университетском сборнике.  Работал учителем истории Каминской средней школы Куйбышевского района (1974—1975) и ассистентом кафедры философии Новосибирского электротехнического института связи (1975—1978).
С 1978 года занимал должности младшего, старшего, ведущего научного сотрудника в Институте истории, филологии и философии СО РАН (позднее — ОИИФФ СО РАН/ИИ СО РАН).
Участвовал в создании трёхтомной работы о крестьянском движении в Сибири (1861—1917), изданной в 1985—1987 годах.

## Сочинения
- Социал-демократия и сибирское крестьянство. Новосибирск, 1999[1];

В соавторстве
- Крестьянское движение в Сибири: Хроника и историография. 1861—1907 гг. Новосибирск, 1985;
- Крестьянское движение в Сибири: Хроника и историография. 1907—1914 гг. Новосибирск, 1986;
- Крестьянское движение в Сибири: Хроника и историография. 1914—1917 гг. Новосибирск, 1987;
- Опыт народной агрономии в Сибири (вторая половина XIX — начало XX в.). Новосибирск, 1993;
- Очерки истории сибирской деревни. Новосибирск, 1995;
- Очерки истории благотворительности в Сибири второй половины XIX — начала XX века. Новосибирск, 2001;
- История общественного самоуправления в Сибири второй половины XIX — начала XX века. Новосибирск, 2006[1].